# Johan Petter Grönvall (stolmakare)
Johan Petter Grönvall, född 1780, död 1849, var en svensk stolmakare.
Grönvall tillhörde Stockholms stolmakareämbete 1816–1849. Bland hans arbeten märks björkstolar i Karl Johanstil, bland annat stolar i en förenklad form av trafalgarstolar. Ett stort antal av Grönvalls stolar levererades till de kungliga slotten.